# Stenbjerg Klitplantage
Stenbjerg Klitplantage är en skog i Danmark som började planteras 1895. Den ligger i Thisteds kommun på ön Vendsyssel-Thy i Nordjylland. På nordvästra sidan förekommer hed och på sydöstra sidan jordbruksmark. Skogen ingår i Nationalpark Thy.